# ولاية أولاد جلال
ولاية أولاد جلال هي ولاية جزائرية تقع في شرق الجزائر، تحمل عاصمتها نفس الاسم : أولاد جلال.

## التعريف
ولاية أولاد جلال هي ولاية جزائرية أنشئت عام 2019 وتم إضفاء الطابع الرسمي عليها عام 2021، وكانت في السابق ولاية منتدبة أنشئت عام 2015. تقع في الصحراء الجزائرية.

## التنظيم الإداري

### البلديات
حسب المادة 52 مكرر 2 من المادة 3 من القانون رقم 19-12 المؤرخ في 14 ربيع الثاني عام 1441 الموافق 11 ديسمبر سنة 2019، يعدل ويتمم القانون رقم 84-09 المؤرخ في 2 جمادى الأولى عام 1404 الموافق 4 فبراير سنة 1984 والمتعلق بالتنظيم الإقليمي للبلاد.
المادة 52 مكرر 2 : تتشكل ولاية من الست (6) بلديات الآتية :
1 – أولاد جلال، 2 – سيدي خالد، 3 – راس الميعاد، 4 – البسباس، 5 – الشعيبة، 6 – الدوسن.

## المساحة
11410 كيلومتر مربع

## الاقتصاد

### الفلاحة

#### السكان
عدد سكان الولاية 240 ألف نسمة

## شبكة طرقات ولاية أولاد جلال
الطرق الوطنية 83.5 كم : RN46 , RN46A
الطرق الولائية 332 كم : cw60 , cw60B . cw61, cw05 , cw04 ,cw04A ,cw04B
الطرق البلدية 743.5 كم : cc45 cc47 cc48 cc49 cc51 cc52 cc53 cc60 cc61 cc62 cc63 cc64 cc65 cc66 cc67cc68 cc69 cc70 cc71cc72cc73cc90

## الرياضة بأولاد جلال

### أهم أندية كرة القدم في ولاية أولاد جلال
أمل سيدي خالد ABSK أسس سنة 1972م
شباب أولاد جلال CRBOD أسس سنة 1931م
أتحاد الدوسن USD أسس سنة 1971م
شباب سيدي خالد CRBSK
مولودية رأس الميعاد MRM أسس سنة 1997 م
أمل البسباس ACB أسس سنة 2011 م
شباب الشعيبة CSC
وفاق الشعيبة ESC

## شخصيات
زهانة حمة قدور عالم فقيه
الشيخ سماتي
عرجاني عبد العزيز
الشاعر بن قيطون
بوزيد المصري
زهانة قويدر رئيس بلدية سابق
غشة حسام الدين لاعب كرة قدم دولي